# Arrondissement Corail

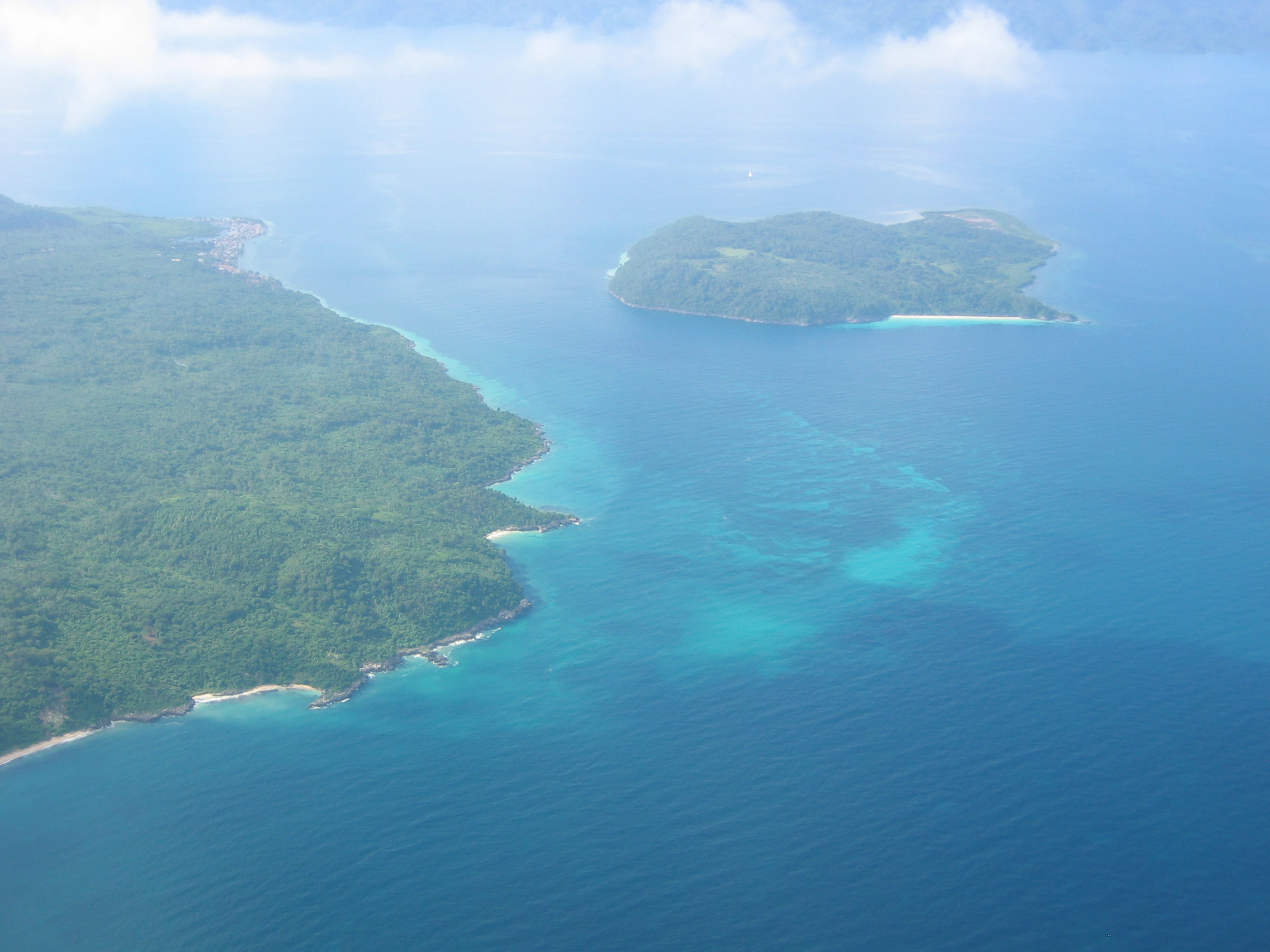
Küste des Arrondissement Corail mit den Inseln Les Cayemites

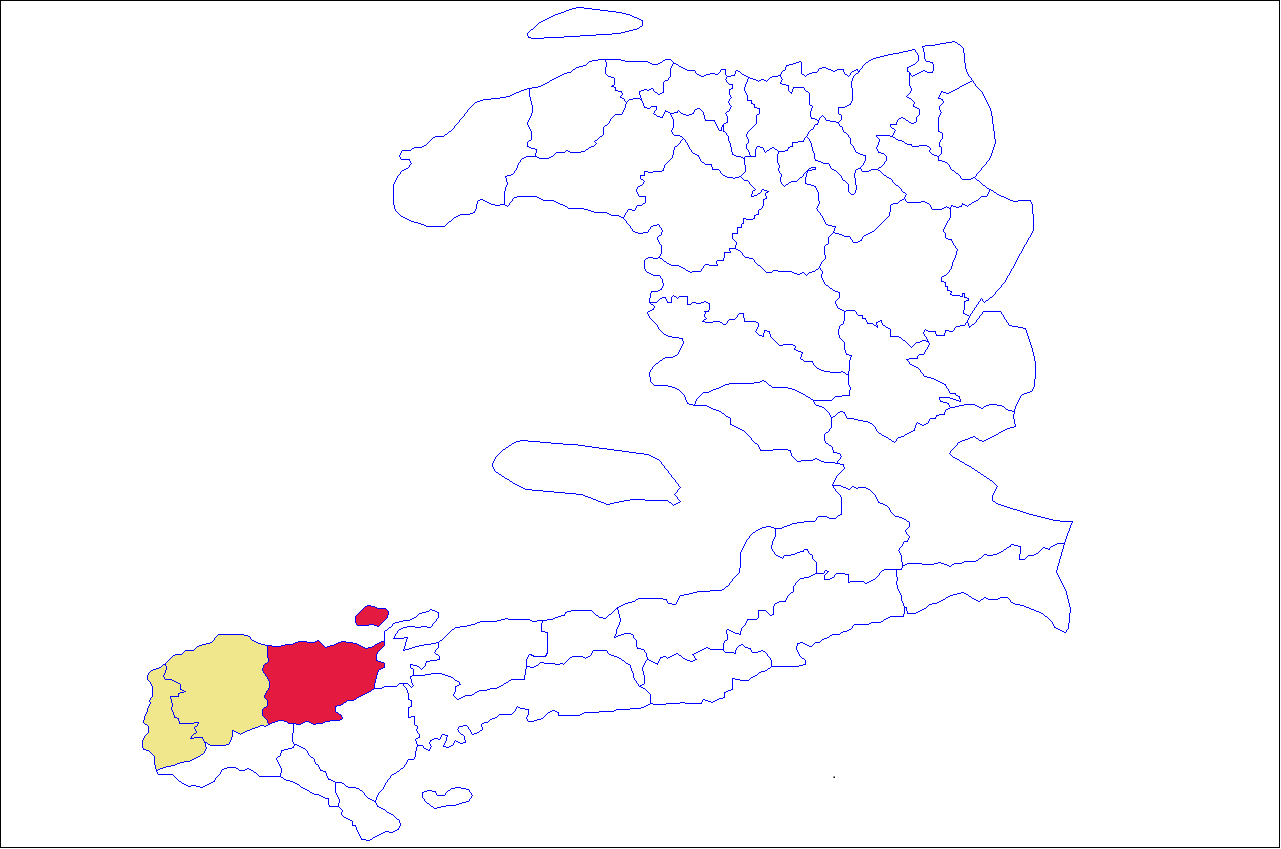
Lage des Arrondissement Corail in Haiti und im Département Grand’Anse

Das Arrondissement Corail (haitianisch-kreolisch: Koray) ist eine der drei Verwaltungseinheiten des Département Grand’Anse, Haiti. Hauptort ist die Stadt Corail.

## Lage und Beschreibung
Das Arrondissement liegt im Osten des Départements Grand’Anse und schließt die Inseln Les Cayemites ein. Es grenzt im Norden an das Karibische Meer. Benachbart sind im Osten das Arrondissement Baradères im Département Nippes, im Südosten das Arrondissement Les Cayes und im Südwesten das Arrondissement Chardonnières im Département Sud und im Westen das Arrondissement Jérémie des Départements Grand’Anse.
In dem Arrondissement gibt es vier Gemeindebezirke:
- Beaumont (rund 31.000 Einwohner),
- Corail (rund 20.000 Einwohner),
- Pestel (rund 44.000 Einwohner) und
- Roseaux (rund 36.000 Einwohner).

Das Arrondissement hat rund 131.000 Einwohner (Stand: 2015).
Die Route départementale RD-218 und die Route Nationale 7 (RN-7) bilden den Anschluss an das Straßensystem Haitis.